# Tessaoua
Tessaoua è un comune rurale del Niger, capoluogo del dipartimento omonimo nella regione di Maradi.